# Mulready couvert

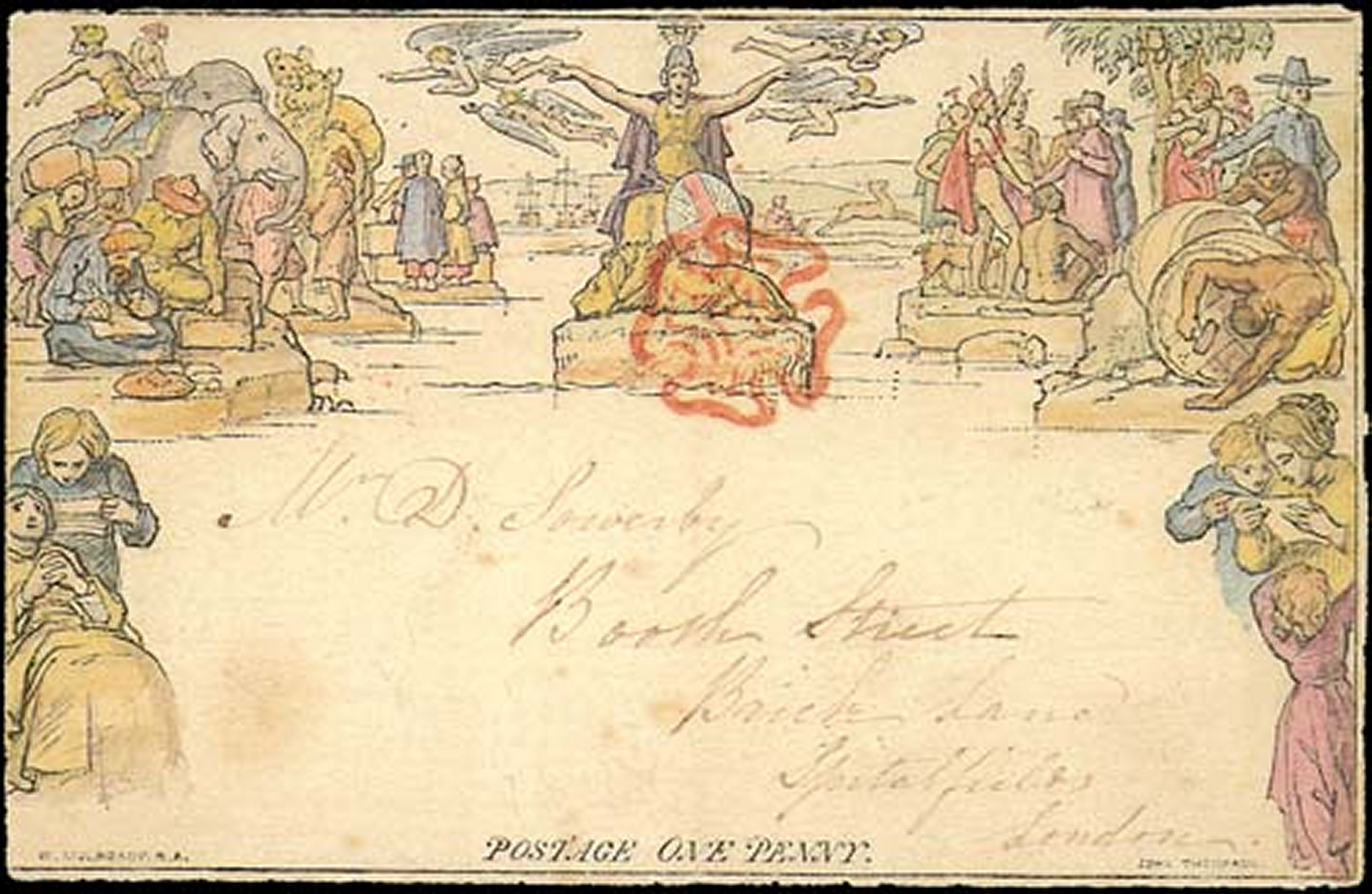
Een voorbeeld

Mulready couverts zijn de eerste postwaardestukken die in 1840 in Groot-Brittannië werden uitgegeven, tegelijk met de introductie van de eerste postzegel. Ze zijn genoemd naar de Ierse kunstenaar William Mulready die een allegorische voorstelling had getekend. Ze hadden geen ingedrukt zegelbeeld maar wel een tekst waaruit vooruitbetaling van het porto blijkt. Rowland Hill verwachtte veel van deze Mulready's, maar het werd min of meer een mislukking. Het pleit werd juist door de postzegel gewonnen.